# Type 56
Il Type 56 è un fucile d'assalto prodotto dalla "Fabbrica Statale 66" dal 1956 al 1973 e poi dalla Norinco a partire dal 1973, e successivamente dalla Poly Technologies,basato sul celebre AK-47.

## Storia
Durante la guerra fredda, fu esportato in molti Stati e utilizzato da forze armate e paramilitari in tutto il mondo. Molti di questi fucili sono ad esempio stati usati in Africa, nel sud-est asiatico e nel Medio Oriente insieme ad altre armi di tipo Kalashnikov sia dall'Unione Sovietica che dalle nazioni del Patto di Varsavia dell'Europa orientale. Grazie al sostegno cinese alla Repubblica Democratica del Vietnam prima della metà degli anni 1960 il Tipo 56 fu l'arma primaria usata dai guerriglieri Vietcong e dall'esercito popolare vietnamita durante la guerra del Vietnam. Quando le relazioni tra Cina e Vietnam del Nord andarono in crisi negli anni 1970 e iniziò la guerra sino-vietnamita, il governo vietnamita possedeva ancora enormi quantità di fucili di tipo 56 nel suo inventario. Anche in questo periodo l'Esercito popolare di liberazione usava ancora il Tipo 56 come arma standard.
Dalla fine della guerra fredda, è stato utilizzato in molti conflitti da varie forze militari, ad esempio durante la guerra sovietico-afghana, la guerra d'indipendenza croata e le guerre jugoslave. Alla fine degli anni 1990, l'esercito di liberazione del Kosovo in Kosovo era anche il principale utilizzatore del fucile con la stragrande maggioranza delle armi originarie della Repubblica socialista popolare albanese, che ricevette il sostegno cinese durante gran parte della guerra fredda.

## Descrizione
Era una copia diretta dell'AK-47, ed era caratterizzato da un castello fresato, ma a partire dalla metà degli anni 1960, i fucili furono prodotti con castelli in lamiera d'acciaio stampato, molto simili al sovietico AKM.
Visivamente, la maggior parte delle versioni del Type 56 si distinguono dall'AK-47 e dall'AKM dalla lama di mira anteriore completamente rinchiusa con un cappuccio (tutti gli altri fucili modello AK, compresi quelli fabbricati in Russia, hanno un mirino parzialmente aperto). Inoltre molte versioni sono dotate di baionetta pieghevole unita alla canna appena dietro la volata. Esistono tre tipi di baionetta differenti per i fucili Type 56.

## Varianti

### Type 56-1
Versione leggera del Type 56 originale. Rispetto a quest'ultima, è dotata di un calcio pieghevole ed è sfornita di baionetta per permettere una maggiore trasportabilità.

### Type 84S
Versione civile del Type 56 che impiega munizioni calibro 5.56x45mm NATO.

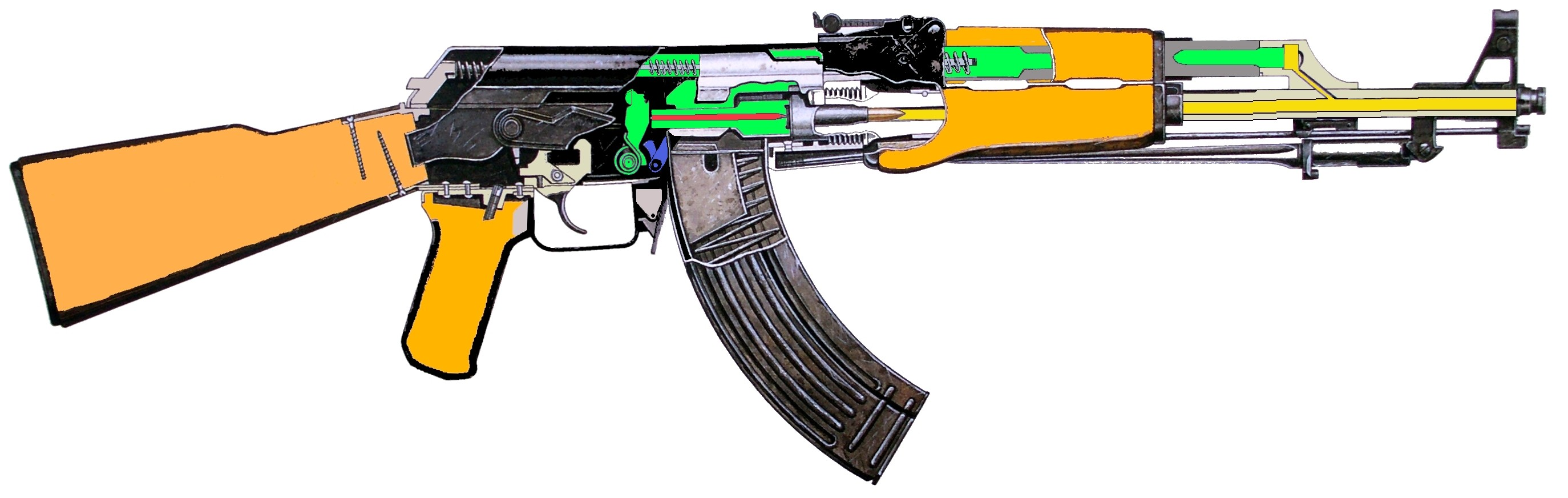
Il meccanismo a sottrazione di gas di un Type 56.

## Utilizzatori
- Afghanistan[3]

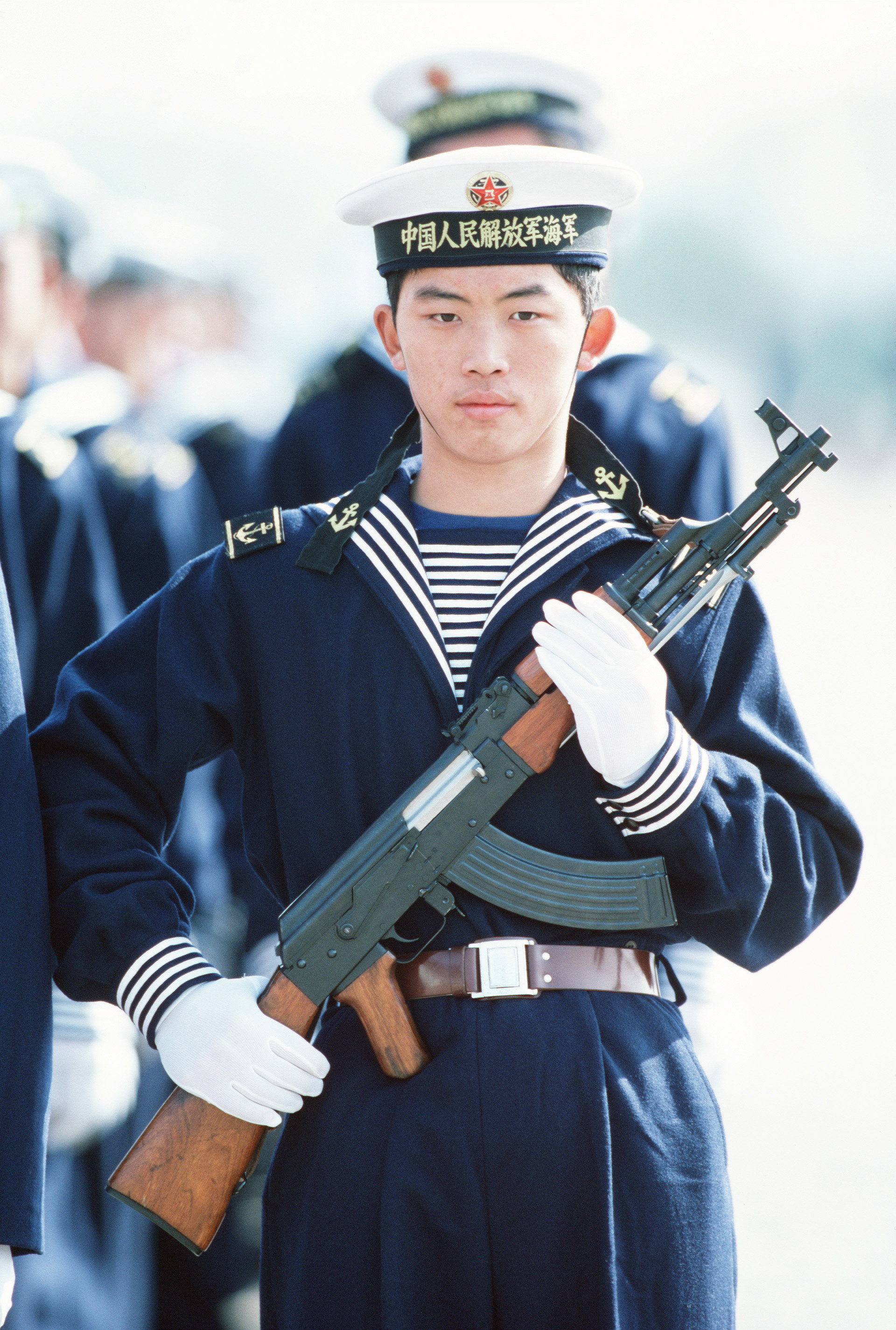
Un marinaio cinese con un fucile d'assalto Type 56.

- Albania: impiego del Type 56 e delle varie versioni.[4]
- Bangladesh: costruito con licenza dalla fabbrica Bangladesh Ordnance Factory. Usato dalla Bangladesh Navy Special Warfare Diving And Salvage.[5]
- Benin[6]
- Cambogia[7]
- Laos[4]
- Malta[4]
- Corea del Nord[4]
- Pakistan[4]
- Cina[2]
- Sri Lanka[4]
- Sudan: costruito sul licenza da parte della MAZ.[8]
- Vietnam: usato intensivamente dai Viet Cong durante la guerra del Vietnam. Riproduzione dell'AKM.[2]